# Atac contra turistes al Iemen
L'atac contra turistes al Iemen va ser un atac suïcida d'Al-Qaida amb cotxe bomba al Temple de la reina de Sabà de Marib el 2 de juliol de 2007. En l'atac hi van morir 8 ciutadans espanyols i 3 de iemenites.
Un membre d'Al-Qaida va estavellar un automòbil carregat d'explosius contra un comboi turístic format per quatre tot terrenys. L'explosió va matar 7 turistes espanyols, el guia turístic i el traductor iemenites, i també el perpetrador de l'atac. Hi va haver 6 ferits més, una de les quals, que formava part grup de turistes espanyols, va acabar morint dies després en un hospital de Sanà.